# Radzyń Chełmiński (gmina)
Radzyń Chełmiński (1934-54 gmina Radzyn) – gmina miejsko-wiejska w Polsce położona w województwie kujawsko-pomorskim, w powiecie grudziądzkim. W latach 1975–1998 gmina administracyjnie należała do województwa toruńskiego.
Siedzibą gminy jest Radzyń Chełmiński.
Według Narodowego Spisu Powszechnego 31 marca 2011 gminę zamieszkiwało 4938 osób, z czego 1935 w mieście, a 3003 – na obszarach wiejskich gminy.

## Struktura powierzchni
Według danych z roku 2005 gmina Radzyń Chełmiński ma obszar 90,7 km², w tym:
- użytki rolne: 89%
- użytki leśne: 1%

Gmina stanowi 12,45% powierzchni powiatu.

## Demografia

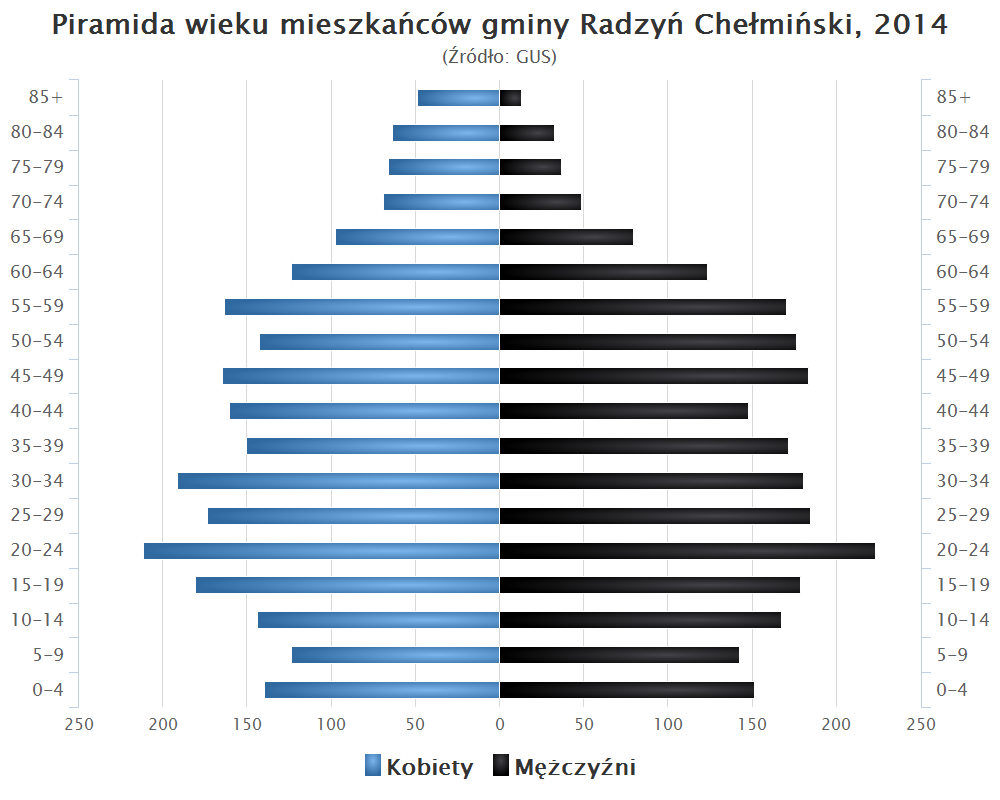
Piramida wieku mieszkańców gminy Radzyń Chełmiński w 2014 roku

Dane z 30 czerwca 2004:
| Opis                              | Ogółem | Ogółem | Kobiety | Kobiety | Mężczyźni | Mężczyźni |
| --------------------------------- | ------ | ------ | ------- | ------- | --------- | --------- |
| Jednostka                         | osób   | %      | osób    | %       | osób      | %         |
| Populacja                         | 4947   | 100    | 2489    | 50,3    | 2458      | 49,7      |
| Gęstość zaludnienia [mieszk./km²] | 54,5   | 54,5   | 27,4    | 27,4    | 27,1      | 27,1      |

## Zabytki
Wykaz zarejestrowanych zabytków nieruchomych na terenie gminy:
- kościół parafii pod wezwaniem św. Anny z przełomu XV/XVI w. w Radzyniu Chełmińskim, nr A/383 z 04.12.1929 roku
- kaplica cmentarna pod wezwaniem św. Jerzego z połowy XIV w. przy ul. Jagiellońskiej w Radzyniu Chełmińskim, nr A/382 z 04.12.1929 roku
- bożnica, obecnie dom mieszkalny z końca XIX w. przy ul. Podgrodzie 7 w Radzyniu Chełmińskim, nr A/174 z 17.09.1990 roku
- ruiny zamku z drugiej połowy XIII w. w Radzyniu Chełmińskim, nr A/61 z 18.10.1934 roku
- dom szachulcowy z połowy XIX w. przy ul. Dąbrowskich 6 w Radzyniu Chełmińskim, nr A/1508 z 07.08.1987 roku
- dom mieszkalny z początku XIX w. przy ul. Rynek 3 w Radzyniu Chełmińskim, nr A/130/406 z 27.02.1958 roku
- dom mieszkalny z przełomu XVIII/XIX w. przy ul. Rynek 16 w Radzyniu Chełmińskim, nr A/133/409 z 27.02.1958 roku
- dom mieszkalny z początku XIX w. przy ul. Rynek 23 w Radzyniu Chełmińskim, nr A/137/413 z 01.03.1958 roku
- dom mieszkalny, szachulcowy z końca XVIII w. przy ul. Rynek 27 w Radzyniu Chełmińskim, nr A/132/408 z 27.02.1958 roku
- dom mieszkalny z końca XVIII w. przy ul. Rynek 32 w Radzyniu Chełmińskim, nr A/131/407 z 27.02.1958 roku
- drewniany dom mieszkalny z 1838 roku, przy ul. Waryńskiego 1 w Radzyniu Chełmińskim, nr A/135/411 z 27.02.1958 roku
- wiatrak holender z końca XIX w. w Radzyniu Chełmińskim, nr A/436 z 04.08.1980 roku
- zespół klasztorny kapucynów z XVIII w. w Rywałdzie, obejmujący: kościół parafii pod wezwaniem św. Sebastiana z lat 1689-1734; klasztor z 1748; ogród klasztorny, nr A/176 z 13.07.1936 i 86 z 24.03.1992 roku oraz cmentarz wraz z ogrodzeniem nr A/626 z 24.03.1992 roku.

## Sołectwa
Czeczewo, Dębieniec, Gawłowice, Gołębiewo, Kneblowo, Mazanki, Nowy Dwór, Radzyń-Wieś, Radzyń-Wybudowanie, Rywałd, Stara Ruda, Szumiłowo, Zakrzewo, Zielnowo.

## Pozostałe miejscowości
Fijewo, Gziki, Janowo, Rozental, Wymysłowo

## Transport drogowy
Drogi przebiegające przez teren gminy
- 534 (Grudziądz – Radzyń Chełmiński – Wąbrzeźno – Golub-Dobrzyń – Rypin)
- 538 (Fijewo – Gruta – Łasin – Nowe Miasto Lubawskie – Rozdroże)
- 543 (Paparzyn – Radzyń Chełmiński – Jabłonowo Pomorskie – Brodnica)

## Sąsiednie gminy
Grudziądz, Gruta, Książki, Płużnica, Ryńsk, Świecie nad Osą